# Släps församling
Släps församling är en församling i Kungsbacka kontrakt i Göteborgs stift. Församlingen ingår i Särö pastorat och ligger i Kungsbacka kommun i Hallands län.

## Administrativ historik
Församlingen har medeltida ursprung. Församlingen var till 2015 annexförsamling i pastoratet Vallda och Släp. 2015 utbröts Kullaviks församling och församlingen ingår sedan dess i Särö pastorat.

## Kyrkor
- Släps kyrka
- Särö kyrka - ägs av en stiftelse.